# Puerto Plata
Puerto Plata (Silberhafen; offizieller Name San Felipe de Puerto Plata) ist eine Stadt und Administrationssitz der gleichnamigen Provinz Puerto Plata im Norden der Dominikanischen Republik. Die Stadt hat ca. 158.000 Einwohner und ist eine der wichtigsten Hafenstädte der Dominikanischen Republik. Ihr Name geht auf Christoph Kolumbus zurück.

## Geografie
Die Umgebung ist von dichter Vegetation überzogen und sehr hügelig. Im Osten wird Zuckerrohr für die lokale Rumfabrikation angebaut.
|                       | Jan   | Feb   | Mär   | Apr   | Mai   | Jun  | Jul  | Aug  | Sep  | Okt   | Nov   | Dez   |   |       |
| Mittl. Tagesmax. (°C) | 28,8  | 28,8  | 29,3  | 30,0  | 31,1  | 32,4 | 32,5 | 32,5 | 32,6 | 32,2  | 30,5  | 29,0  | ⌀ | 30,8  |
| Mittl. Tagesmin. (°C) | 17,4  | 17,2  | 17,7  | 18,8  | 19,9  | 20,8 | 21,0 | 20,9 | 20,6 | 20,0  | 19,1  | 18,0  | ⌀ | 19,3  |
|                       |       |       |       |       |       |      |      |      |      |       |       |       |   |       |
| Niederschlag (mm)     | 190,3 | 139,9 | 128,7 | 123,6 | 137,3 | 57,1 | 69,7 | 81,1 | 66,1 | 111,0 | 228,4 | 231,8 | Σ | 1565  |
|                       |       |       |       |       |       |      |      |      |      |       |       |       |   |       |
| Regentage (d)         | 12,8  | 11,1  | 9,8   | 11,6  | 11,6  | 6,9  | 7,7  | 8,6  | 7,6  | 10,7  | 13,9  | 15,2  | Σ | 127,5 |

| 17,4 |

| 17,2 |

| 17,7 |

| 18,8 |

| 19,9 |

| 20,8 |

| 21,0 |

| 20,9 |

| 20,6 |

| 20,0 |

| 19,1 |

| 18,0 |

| 17,4 |

| 17,2 |

| 17,7 |

| 18,8 |

| 19,9 |

| 20,8 |

| 21,0 |

| 20,9 |

| 20,6 |

| 20,0 |

| 19,1 |

| 18,0 |

## Sehenswürdigkeiten

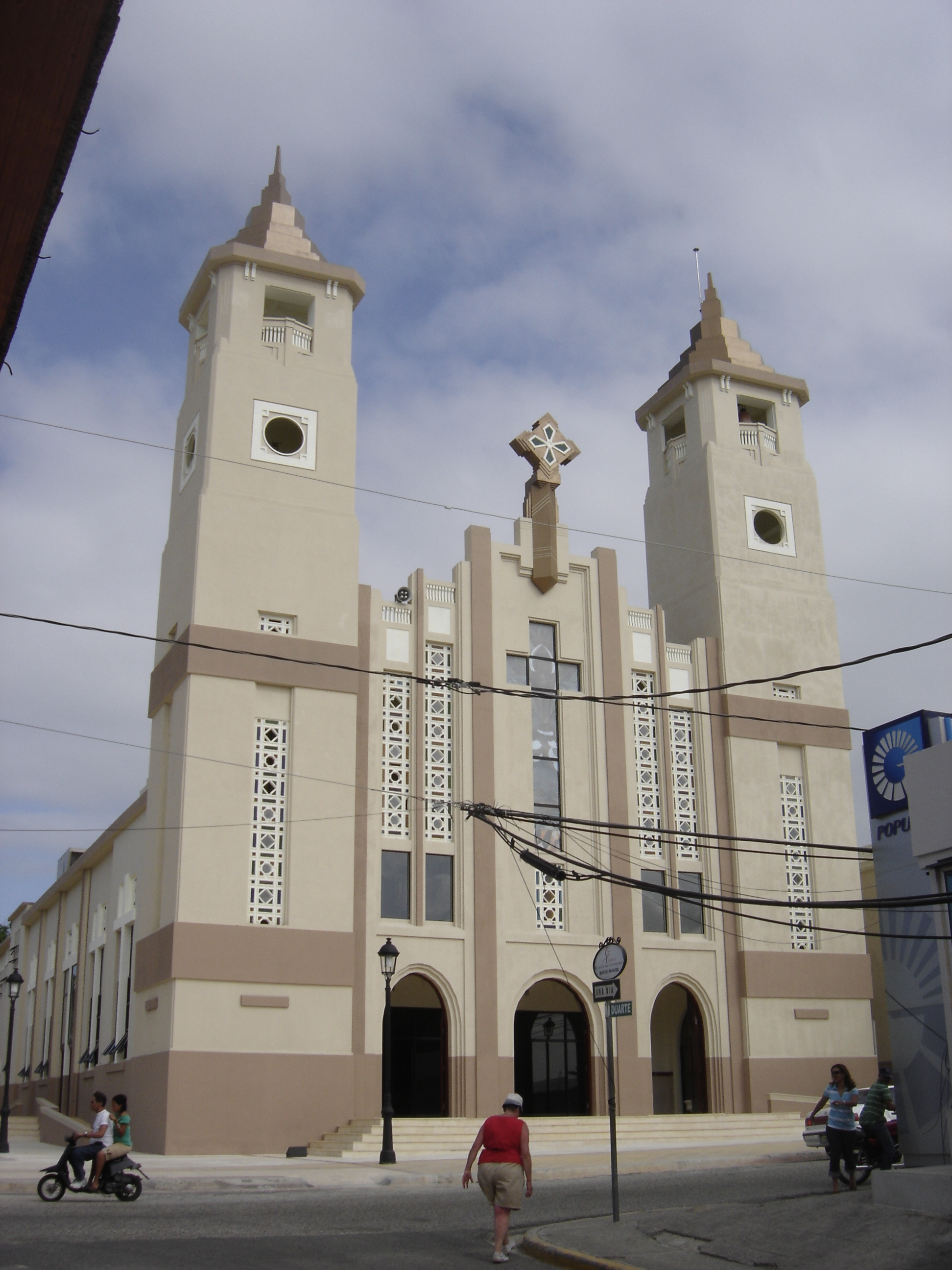
Kathedrale San Felipe

Neben dem Hafen ist Puerto Plata bekannt für die östlich der Stadt gelegenen Hotelsiedlungen Playa Dorada und Costa Dorada. Insgesamt bietet die Stadt Puerto Plata über 10.000 Hotelbetten.
Puerto Plata hat eine Seilbahn, die auf den Pico Isabel de Torres hinauffährt, Puerto Platas 793 Meter hohen Hausberg. Die untere Station steht im Südwesten des Stadtzentrums, unweit der Straße nach Santiago de los Caballeros. Oben liegt ein botanischer Garten mit einer kleinen Nachbildung der Christusstatue Cristo Redentor in Rio de Janeiro.
Kurz vor dem Hafen liegt die im 16. Jahrhundert erbaute kleine Festung Fortaleza San Felipe, die bis zur Zeit der Diktatur Trujillos als Gefängnis diente und heute ein Museum beherbergt. Zudem gibt es ein Bernsteinmuseum.
Im Stadtzentrum liegt der Parque Central neben der Kathedrale San Felipe des 1996 neu errichteten römisch-katholischen  Bistums Puerto Plata sowie eine Holzpagode. Östlich des Stadtzentrums steht an der Straße zum Flughafen die Rumfabrik der Familie Brugal, in der eine der drei großen Rummarken des Landes produziert wird.
Das Stadtbild im Zentrum ist geprägt durch einige Straßen mit farbigen karibischen Holzhäusern- zum Teil mit überdachter Veranda. Die Calle Beller weist besonders viele sehenswerte Häuser auf. Auch das älteste Hotel der Stadt wird zu den Sehenswürdigkeiten der Stadt gezählt. An der Meeresküste gibt es eine drei Kilometer lange und breite Strandpromenade, den sogenannten Malecón, der im Schatten von Palmen liegt. Am westlichen Ende des Malecón befindet sich unterhalb des Forts ein Denkmal für die Verstorbenen des Flugzeugs, das 1996 vor der Küste abstürzte. Die Stadt ist primär Einkaufszentrum für die Bevölkerung der Region und hat damit noch originalen Charakter und ist nicht durch touristische Einrichtungen dominiert.

## Verkehr
Der Flughafen Puerto Plata liegt östlich der Stadt in Richtung Sosúa/Cabarete und rund 15 km von Puerto Plata entfernt bei der Ortschaft La Unión.
Über den Busbahnhof südlich des Zentrums und die Busse von Caribe-Tours und Javilla ist Puerto Plata mit allen großen Städten des Landes verbunden. In und um Puerto Plata operiert ein dichtes Netz von preiswerten Kleinbussen (Guaguas). Deren Haltepunkte befinden sich in der Nähe des überregionalen Busbahnhofs.
Die Stadt verfügt über zwei Hafenanlagen, in denen große Passagier- und Kreuzfahrtschiffe anlegen können. Der Hafen Taíno Bay befindet sich im Stadtzentrum, während der Hafen Amber Cove etwas außerhalb des Zentrums liegt.

## Umgebung
Im Nordwesten liegt die Siedlung La Isabela, die Kolumbus um die Jahreswende 1493/1494 als die erste ständig bewohnte Siedlung in der Neuen Welt errichten ließ. Einige Kilometer östlich liegen die Kleinstadt Sosúa und der für den Surfsport bekannte Ort Cabarete.

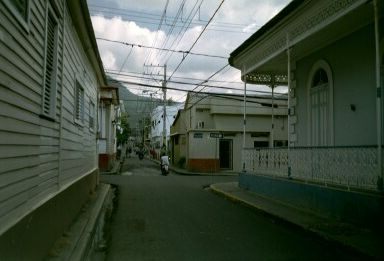
Typische Straßenszene im Stadtzentrum
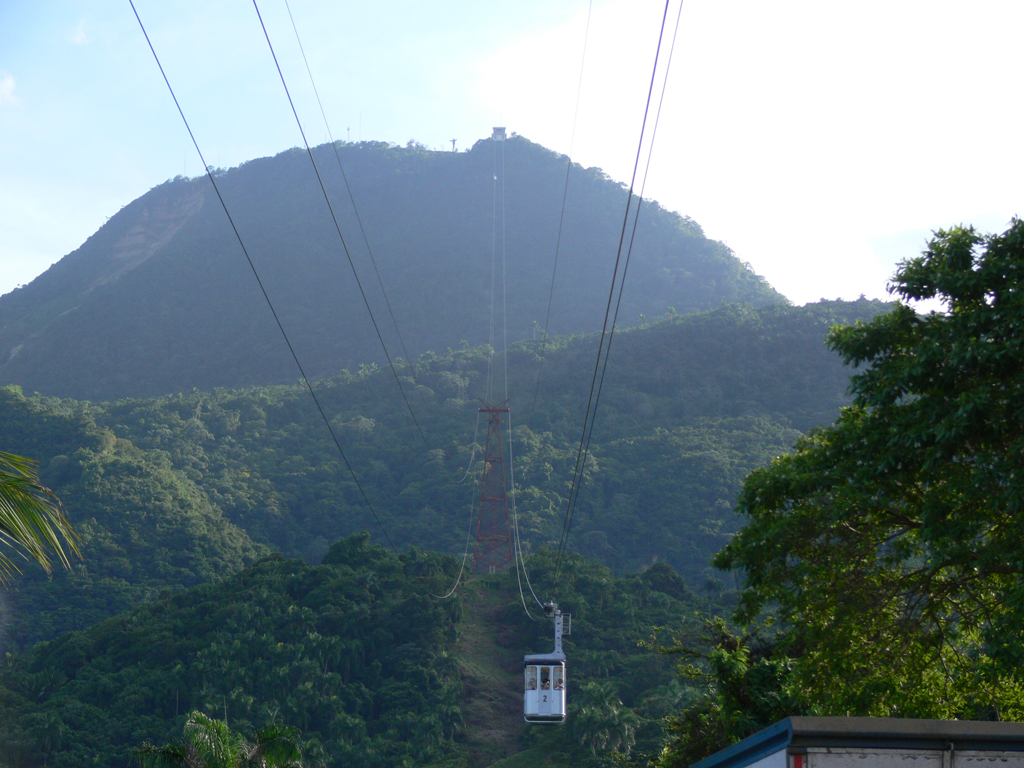
Auffahrt mit der Seilbahn auf den Pico Isabel de Torres

## Persönlichkeiten

### Söhne und Töchter der Stadt
- Eduardo Brito (1905–1946), Opern- und Zarzuelasänger (Bariton)
- Ramón Francisco (1929–2004), Lyriker und Essayist
- Vinicio Franco (1933–2020), Sänger
- Ramón Díaz Freeman (1901–1976), Komponist, Organist und Fagottist
- Vicente Grisolía (1924–2011), Pianist
- Al Horford (* 1986), Basketballspieler
- Juan Lockward (1915–2006), Sänger und Komponist
- Félix López (1917–1969), Songwriter
- José de Jesús Lora (1923–2013), Violinist
- Emilio Noelting (1851–1922), Chemiker
- Manuel Plá Cocco (1910–1989), Flötist, Geiger, Cellist, Musikpädagoge und Komponist
- Rafael Solano (* 1931), Komponist und Pianist

### Ehrenbürger
- Otto Retzer (* 1945), österreichischer Schauspieler und Regisseur, dieser drehte 12 Filme in der Dominikanischen Republik

### Verstorbene
- Falco (1957–1998), österreichischer Popsänger und Musiker, er verunglückte in Montellano (in der Nähe von Puerto Plata) bei einem Autounfall tödlich